# St. Stephan (Rennertshofen)

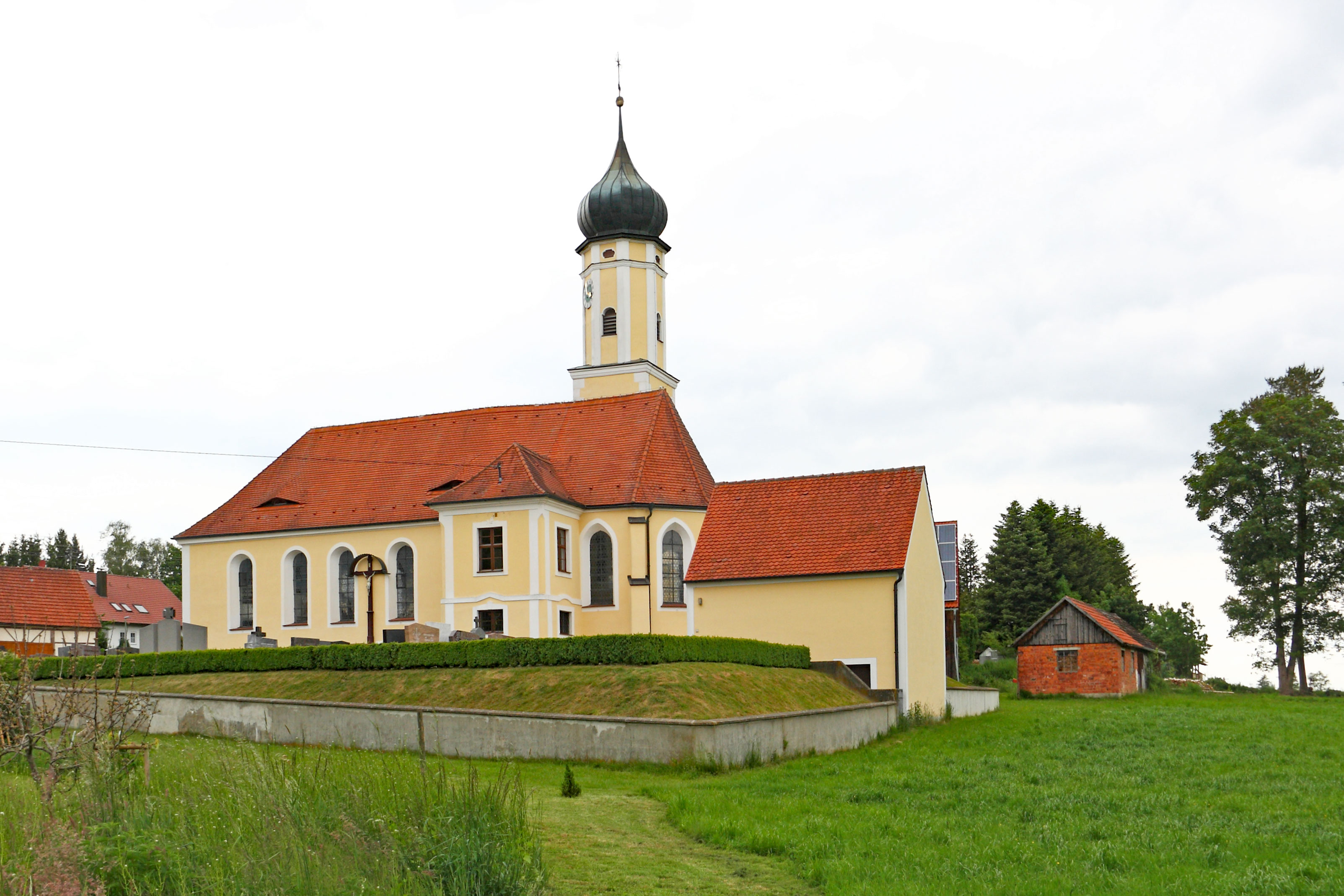
St. Stephan in Rennertshofen

Die römisch-katholische Pfarrkirche St. Stephan steht in Rennertshofen, einem Gemeindeteil des Marktes Buch im schwäbischen Landkreis Neu-Ulm in Bayern. Das denkmalgeschützte Bauwerk ist in der Liste der Baudenkmäler in Buch unter der Nr. D-7-75-118-25 eingetragen. Die Pfarrei gehört zum Dekanat Neu-Ulm des Bistums Augsburg.

## Beschreibung
Die im Kern spätgotische Saalkirche wurde um 1764 umgebaut. Sie besteht aus einem Langhaus, einem gleich breiten, dreiseitig geschlossenen, von Strebepfeilern gestützten Chor im Osten, einer Sakristei an der Südwand, über der sich im Obergeschoss ein Oratorium befindet, und einem Chorflankenturm auf quadratischem Grundriss an der Nordwand des Chors, dessen untere Geschosse aus dem späten 15. Jahrhundert stammen. Er wurde im frühen 18. Jahrhundert mit einem achteckigen Geschoss aufgestockt, das die Turmuhr und den Glockenstuhl mit drei Glocken beherbergt, und mit einer Zwiebelhaube bedeckt. Die Deckenmalerei im östlichen Teil des Langhauses hat 1764 Franz Martin Kuen gestaltet. Die Fresken hat 1913 Anton Ranzinger eingefügt. Ein Gemälde stammt von Konrad Huber. Auf dem Altarretabel des Hochaltars, der von den Statuen des Nikolaus von Myra und des Ulrich von Augsburg flankiert wird, ist die Heilige Familie dargestellt. Die Orgel wurde 1901 von Franz Borgias Maerz erbaut.